# Die Denkmalpflege
Die Denkmalpflege. Wissenschaftliche Zeitschrift der Vereinigung der Landesdenkmalpfleger in der Bundesrepublik Deutschland ist eine wissenschaftliche Fachzeitschrift auf dem Gebiet der Denkmalpflege.

## Beschreibung
Die Zeitschrift wird von der Vereinigung der Denkmalfachämter in den Ländern (VDL) herausgegeben und erscheint derzeit pro Jahr in zwei Heften im Deutschen Kunstverlag.
Die Jahrgangszählungen der Zeitschrift Die Denkmalpflege und die Zählungen ihrer drei Vorgängerzeitschriften Denkmalpflege und Heimatschutz, Deutsche Kunst und Denkmalpflege und Zeitschrift für Denkmalpflege laufen separat. Dabei orientiert sich Die Denkmalpflege an der niedrigsten Nummer der unmittelbaren Vorgängerzeitschrift Deutsche Kunst und Denkmalpflege. So erscheint Die Denkmalpflege aktuell 2025 im 83. Jahrgang auch als 83. Jahrgang der Zeitschrift Deutsche Kunst und Denkmalpflege und zugleich als
- 89. Jahrgang der Zeitschrift für Denkmalpflege,
- 117. Jahrgang der Zeitschrift Denkmalpflege und Heimatschutz.[1]

## Geschichte
Die älteste Vorgängerzeitschrift, die bereits den heute wieder verwendeten Namen Die Denkmalpflege trug, erschien von 1899 bis 1922 und wurde von der „Schriftleitung des Zentralblattes der Bauverwaltung“ im Verlag Wilhelm Ernst & Sohn in Berlin herausgegeben. Zeitweise parallel erschien von 1917 bis 1922 die vom Deutschen Bund Heimatschutz in Bremen herausgegebene die Zeitschrift Heimatschutz-Chronik als ergänzendes Mitteilungsblatt zu deren Hauptzeitschrift Heimatschutz. Beide Zeitschriften wurden ab 1923 zusammengeführt und erschienen bis 1929 unter dem Namen Denkmalpflege und Heimatschutz, herausgegeben vom Preußischen Finanzministerium und dem Ministerium für Wissenschaft, Kunst und Volksbildung in Verbindung mit dem Deutschen Bund Heimatschutz im Berliner Verlag Hackebeil. In Österreich erschien von 1926 bis 1929 die Zeitschrift für Denkmalpflege.  
1930 wurden die deutsche Zeitschrift Denkmalpflege und Heimatschutz und die österreichische Zeitschrift für Denkmalpflege als Die Denkmalpflege zusammengelegt und erhielt 1934 den neuen Namen Deutsche Kunst und Denkmalpflege. 1939 beinhaltete die Zeitschrift die Beilage Merkblatt für Steinschutz. Für ein Jahr, 1946, erhielt die Zeitschrift den Namen Die Kunstpflege. Bis 1951 war das Erscheinen der Zeitschrift eingestellt und wurde ab 1952 wieder unter dem Titel Deutsche Kunst und Denkmalpflege fortgesetzt. 1994 erhielt die Zeitschrift wieder den alten Namen Die Denkmalpflege.  

## Stammbaum
| Die Denkmalpflege 1899–1922 | Die Denkmalpflege 1899–1922 | Die Denkmalpflege 1899–1922 | Die Denkmalpflege 1899–1922 | Die Denkmalpflege 1899–1922              | Die Denkmalpflege 1899–1922              |                                          |                                          | Heimatschutz-Chronik 1917–1922             | Heimatschutz-Chronik 1917–1922           | Heimatschutz-Chronik 1917–1922 | Heimatschutz-Chronik 1917–1922 | Heimatschutz-Chronik 1917–1922          | Heimatschutz-Chronik 1917–1922          |                                         |                                         |                                         |                                         |
| Die Denkmalpflege 1899–1922 | Die Denkmalpflege 1899–1922 | Die Denkmalpflege 1899–1922 | Die Denkmalpflege 1899–1922 | Die Denkmalpflege 1899–1922              | Die Denkmalpflege 1899–1922              |                                          |                                          | Heimatschutz-Chronik 1917–1922             | Heimatschutz-Chronik 1917–1922           | Heimatschutz-Chronik 1917–1922 | Heimatschutz-Chronik 1917–1922 | Heimatschutz-Chronik 1917–1922          | Heimatschutz-Chronik 1917–1922          |                                         |                                         |                                         |                                         |
|                             |                             |                             |                             |                                          |                                          |                                          |                                          |                                            |                                          |                                |                                |                                         |                                         |                                         |                                         |                                         |                                         |
|                             |                             |                             |                             | Denkmalpflege und Heimatschutz 1923–1929 | Denkmalpflege und Heimatschutz 1923–1929 | Denkmalpflege und Heimatschutz 1923–1929 | Denkmalpflege und Heimatschutz 1923–1929 | Denkmalpflege und Heimatschutz 1923–1929   | Denkmalpflege und Heimatschutz 1923–1929 |                                |                                | Zeitschrift für Denkmalpflege 1926–1929 | Zeitschrift für Denkmalpflege 1926–1929 | Zeitschrift für Denkmalpflege 1926–1929 | Zeitschrift für Denkmalpflege 1926–1929 | Zeitschrift für Denkmalpflege 1926–1929 | Zeitschrift für Denkmalpflege 1926–1929 |
|                             |                             |                             |                             | Denkmalpflege und Heimatschutz 1923–1929 | Denkmalpflege und Heimatschutz 1923–1929 | Denkmalpflege und Heimatschutz 1923–1929 | Denkmalpflege und Heimatschutz 1923–1929 | Denkmalpflege und Heimatschutz 1923–1929   | Denkmalpflege und Heimatschutz 1923–1929 |                                |                                | Zeitschrift für Denkmalpflege 1926–1929 | Zeitschrift für Denkmalpflege 1926–1929 | Zeitschrift für Denkmalpflege 1926–1929 | Zeitschrift für Denkmalpflege 1926–1929 | Zeitschrift für Denkmalpflege 1926–1929 | Zeitschrift für Denkmalpflege 1926–1929 |
|                             |                             |                             |                             |                                          |                                          |                                          |                                          |                                            |                                          |                                |                                |                                         |                                         |                                         |                                         |                                         |                                         |
|                             |                             |                             |                             |                                          |                                          |                                          |                                          | Die Denkmalpflege 1930–1933                |                                          |                                |                                |                                         |                                         |                                         |                                         |                                         |                                         |
|                             |                             |                             |                             |                                          |                                          |                                          |                                          |                                            |                                          |                                |                                |                                         |                                         |                                         |                                         |                                         |                                         |
|                             |                             |                             |                             |                                          |                                          |                                          |                                          | Deutsche Kunst und Denkmalpflege 1934–44   |                                          |                                |                                |                                         |                                         |                                         |                                         |                                         |                                         |
|                             |                             |                             |                             |                                          |                                          |                                          |                                          |                                            |                                          |                                |                                |                                         |                                         |                                         |                                         |                                         |                                         |
|                             |                             |                             |                             |                                          |                                          |                                          |                                          | Die Kunstpflege 1946                       |                                          |                                |                                |                                         |                                         |                                         |                                         |                                         |                                         |
|                             |                             |                             |                             |                                          |                                          |                                          |                                          |                                            |                                          |                                |                                |                                         |                                         |                                         |                                         |                                         |                                         |
|                             |                             |                             |                             |                                          |                                          |                                          |                                          | Deutsche Kunst und Denkmalpflege 1952–1993 |                                          |                                |                                |                                         |                                         |                                         |                                         |                                         |                                         |
|                             |                             |                             |                             |                                          |                                          |                                          |                                          |                                            |                                          |                                |                                |                                         |                                         |                                         |                                         |                                         |                                         |
|                             |                             |                             |                             |                                          |                                          |                                          |                                          | Die Denkmalpflege seit 1994                |                                          |                                |                                |                                         |                                         |                                         |                                         |                                         |                                         |